# Пуре (остановочный пункт)
Пу́ре (латыш. Pūre) — железнодорожный остановочный пункт на линии Вентспилс — Тукумс II, на территории Пурской волости Тукумского края Латвии, между станциями Кандава и Зваре. Открыт в 1928 году. После закрытия маршрута Рига — Вентспилс в 2001 году остановочный пункт не используется.